# Greenville Grrrowl
Greenville Grrrowl byl profesionální americký klub ledního hokeje, který sídlil v Greenvillu ve státě Jižní Karolína. V letech 1998–2006 působil v profesionální soutěži East Coast Hockey League. Grrrowls ve své poslední sezóně v ECHL skončily ve čtvrtfinále play-off. Své domácí zápasy odehrával v hale Bon Secours Wellness Arena s kapacitou 15 951 diváků. Klubové barvy byly černá, zlatá, fialová a stříbrná.

## Úspěchy
- Vítěz ECHL ( 1× )
  - 2001/02

## Přehled ligové účasti
Zdroj: 
- 1998–2003: East Coast Hockey League (Jihovýchodní divize)
- 2003–2004: East Coast Hockey League (Jižní divize)
- 2004–2005: East Coast Hockey League (Východní divize)
- 2005–2006: East Coast Hockey League (Jižní divize)